# آرژانتین در المپیک تابستانی ۱۹۳۲
آرژانتین در بازی‌های المپیک تابستانی ۱۹۳۲ که در شهر لس آنجلس برگزار شد، کاروان آرژانتین با ۳۲ ورزشکار در این رقابت‌ها شرکت کرد و موفق به کسب ۴ مدال (۳ طلا، ۱ نقره، ۰ برنز) شد. در جدول رتبه‌بندی توزیع مدال‌ها، آرژانتین در ردهٔ ۱۱ مسابقات قرار گرفت.